# Fußball in Kroatien 1995/96
Die Spielzeit 1995/96 im kroatischen Fußball war die fünfte seit der Loslösung vom jugoslawischen Fußballverband und der Neugründung des kroatischen Fußballverbandes.
Erstmals wurde die erste kroatische Liga (kroat. Prva Hrvatska Nogometna Liga, kurz 1. HNL) in zwei Staffeln A und B eingeteilt, wobei diese nicht gleichberechtigt waren, weil in Staffel A die bestplatzierten Vereine der Vorsaison antraten und der Rest in Staffel B.
Die zweite Liga (kroat. Druga Hrvatska Nogometna Liga, kurz 2. HNL) startete in drei Staffeln mit jeweils 16 oder 18 Mannschaften.

## Meisterschaft

### Erste Liga
Die ersten fünf Mannschaften aus Staffel A und der erste der Staffel B spielten den Meister aus. Die restlichen sieben Mannschaften aus Staffel A und der zweite der Staffel B spielten vier weitere Startberechtigungen für die Staffel A der Folgesaison aus.
| Verein                     | Spielzeit 1994/95 | Spielzeit 1994/95 | Spielzeit 1994/95      |
|                            | Liga              | Rang              | ggf. abweichender Name |
| -------------------------- | ----------------- | ----------------- | ---------------------- |
| NK Hajduk Split            | 1. HNL            | 1.                |                        |
| NK Croatia Zagreb          | 1. HNL            | 2.                |                        |
| NK Osijek                  | 1. HNL            | 3.                |                        |
| NK Zagreb                  | 1. HNL            | 4.                |                        |
| NK Marsonia Slavonski Brod | 1. HNL            | 5.                |                        |
| NK Varteks Varaždin        | 1. HNL            | 6.                |                        |
| NK Inker Zaprešić          | 1. HNL            | 7.                |                        |
| NK Segesta Sisak           | 1. HNL            | 8.                |                        |
| NK Šibenik                 | 1. HNL            | 9.                |                        |
| Cibalia Vinkovci           | 1. HNL            | 10.               |                        |
| NK Rijeka                  | 1. HNL            | 11.               |                        |
| NK Istra Pula              | 1. HNL            | 12.               |                        |

| Verein                   | Spielzeit 1994/95 | Spielzeit 1994/95 | Spielzeit 1994/95           |
|                          | Liga              | Rang              | ggf. abweichender Name      |
| ------------------------ | ----------------- | ----------------- | --------------------------- |
| NK Zadar                 | 1. HNL            | 13.               |                             |
| NK Primorac Stobreč      | 1. HNL            | 14.               | NK Primorac Sem Tem Stobreč |
| NK Neretva Metković      | 1. HNL            | 15.               |                             |
| NK Belišće               | 1. HNL            | 16.               |                             |
| NK Mladost 127 Suhopolje | 2. HNL Nord       | 1.                |                             |
| NK Slavonija Požega      | 2. HNL Nord       | 2.                |                             |
| NK Hrvatski Dragovoljac  | 2. HNL West       | 1.                |                             |
| NK Orijent Rijeka        | 2. HNL West       | 2.                |                             |
| NK Uskok Klis            | 2. HNL Süd        | 1.                |                             |
| NK Dubrovnik             | 2. HNL Süd        | 2.                |                             |

Meister wurde Croatia Zagreb und startete gemeinsam mit Vizemeister Hajduk Split im UEFA-Pokal 1996/97.
Ausführliche Statistik: 1. HNL 1995/96

### Zweite Liga
Die zweite Liga spielte in drei Staffeln mit insgesamt 50 Mannschaften. 
| Staffel | Verein                       | Spielzeit 1994/95 | Spielzeit 1994/95 | Spielzeit 1994/95                  |
|         |                              | Liga              | Rang              | ggf. abweichender Name             |
| ------- | ---------------------------- | ----------------- | ----------------- | ---------------------------------- |
| Nord    | NK Slaven Belupo Koprivnica  | 2. HNL Nord       | 3.                |                                    |
| Nord    | NK Bjelovar                  | 2. HNL Nord       | 4.                |                                    |
| Nord    | NK Čakovec-Union             | 2. HNL Nord       | 5.                |                                    |
| Nord    | NK Budućnost Hodošan         | 2. HNL Nord       | 6.                |                                    |
| Nord    | NK Croatia Đakovo            | 2. HNL Nord       | 8.                |                                    |
| Nord    | NK Jedinstvo Donji Miholjac  | 2. HNL Nord       | 9.                |                                    |
| Nord    | NK Spačva-Otok               | 2. HNL Nord       | 10.               | Fusion Spačva Vinkovci und NK Otok |
| Nord    | NK Metalac OLT Osijek        | 2. HNL Nord       | 11.               |                                    |
| Nord    | NK Đakovo                    | 2. HNL Nord       | 12.               |                                    |
| Nord    | NK Podravina Ludbreg         | 2. HNL Nord       | 13.               |                                    |
| Nord    | NK Olimpija Osijek           | 2. HNL Nord       | 14.               |                                    |
| Nord    | NK Križevci                  | 2. HNL Nord       | 15.               |                                    |
| Nord    | NK Graničar Županja          | ?                 | ?                 |                                    |
| Nord    | NK Satnica                   | ?                 | ?                 |                                    |
| Nord    | NK Čepin                     | ?                 | ?                 |                                    |
| Nord    | NK Omladinac Novo Selo Rok   | ?                 | ?                 |                                    |
| West    | NK Sesvete                   | 2. HNL West       | 3.                |                                    |
| West    | NK Napredak Velika Mlaka     | 2. HNL West       | 4.                | NK Napredak-DC Velika Mlaka        |
| West    | NK Ponikve Zagreb            | 2. HNL West       | 5.                |                                    |
| West    | NK Pazinka Pazin             | 2. HNL West       | 6.                |                                    |
| West    | NK Radnik Velika Gorica      | 2. HNL West       | 7.                |                                    |
| West    | NK Vrapče Zagreb             | 2. HNL West       | 8.                |                                    |
| West    | NK Jadran Poreč              | 2. HNL West       | 9.                |                                    |
| West    | NK Samobor                   | 2. HNL West       | 10.               |                                    |
| West    | NK Špansko Zagreb            | 2. HNL West       | 11.               |                                    |
| West    | NK Karlovac                  | 2. HNL West       | 12.               |                                    |
| West    | NK Uljanik Pula              | 2. HNL West       | 13.               |                                    |
| West    | NK Buje                      | 2. HNL West       | 14.               |                                    |
| West    | NK Trešnjevka Zagreb         | 2. HNL West       | 15.               |                                    |
| West    | NK Rovinj                    | 2. HNL West       | 16.               |                                    |
| West    | NK Zagorec Krapina           | ?                 | ?                 |                                    |
| West    | NK Pik Vrbovec               | ?                 | ?                 |                                    |
| West    | NK Gospić                    | ?                 | ?                 |                                    |
| West    | NK Lučki Radnik Rijeka       | ?                 | ?                 |                                    |
| Süd     | NK Solin                     | 2. HNL Süd        | 3.                |                                    |
| Süd     | NK Split                     | 2. HNL Süd        | 4.                |                                    |
| Süd     | NK Mosor Žrnovnica           | 2. HNL Süd        | 5.                |                                    |
| Süd     | NK Trogir                    | 2. HNL Süd        | 6.                |                                    |
| Süd     | NK Prevlaka                  | 2. HNL Süd        | 7.                |                                    |
| Süd     | NK Junak Sinj                | 2. HNL Süd        | 8.                |                                    |
| Süd     | NK Jadran Kaštel Sućurac     | 2. HNL Süd        | 9.                |                                    |
| Süd     | NK Jadran Ploče              | 2. HNL Süd        | 10.               |                                    |
| Süd     | NK Val Kaštel Stari          | 2. HNL Süd        | 11.               |                                    |
| Süd     | NK Omiš                      | 2. HNL Süd        | 12.               |                                    |
| Süd     | NK Raštane                   | 2. HNL Süd        | 13.               |                                    |
| Süd     | NK Zmaj Makarska             | 2. HNL Süd        | 14.               | NK Zmaj Euroherc Makarska          |
| Süd     | NK Jadran Tučepi             | 2. HNL Süd        | 15.               |                                    |
| Süd     | NK Croatia Zmijavci          | 2. HNL Süd        | 16.               |                                    |
| Süd     | HNK Primorac Biograd na Moru | ?                 | ?                 |                                    |
| Süd     | NK Mladost Proložac          | ?                 | ?                 |                                    |

Ausführliche Statistik: 2. HNL 1994/95

## Pokalwettbewerb
Für den Pokalwettbewerb waren 32 Mannschaften qualifiziert. Pokalsieger wurde Croatia Zagreb in zwei Finalspielen gegen Varteks Varaždin. Varaždin war damit für den Europapokal der Pokalsieger 1996/97 qualifiziert.
Ausführliche Statistik: Hrvatski nogometni kup 1995/96

## Supercup
Meister und Pokalsieger Croatia Zagreb gewann den Superkup kampflos.

## Europapokale
In der UEFA Champions League 1995/96 scheiterte Vorjahresmeister Hajduk Split in der Qualifikation mit zwei Unentschieden an Panathinaikos Athen.
Im Pokalsiegerwettbewerb war erneut keine kroatische Mannschaft vertreten. NK Osijek verlor im UEFA-Pokal in der Vorrunde zweimal gegen Slovan Bratislava.

## Nationalmannschaft
In der Qualifikation zur Europameisterschaft wurden zwei Siege gegen Estland und in Slowenien erreicht und im Heimspiel gegen Italien ein Unentschieden, was in der Abschlusstabelle der Gruppe 4 zum ersten Platz führte. Darüber hinaus gelangen in Testspielen vier Heimsiege gegen Polen, Südkorea, Israel und Ungarn und auswärts zwei Unentschieden in England und in Irland.
Bei der Endrunde der Euro 96 führten zwei Siege gegen die Türkei und gegen Dänemark zum Auftakt und eine Niederlage gegen Portugal im dritten Gruppenspiel zu Rang zwei in Gruppe 4. Das Viertelfinalspiel gegen den späteren Turniersieger Deutschland ging mit 1:2 verloren.
Erfolgreichste Torschützen 1995/96 für die Nationalmannschaft waren Davor Šuker (10 Tore), Goran Vlaović (5) und Zvonimir Boban (3).